# Королевская аудиенсия Гватемалы
Королевская аудиенсия и канцелярия Сантьяго-де-Гватемала (исп. Audiencia y Cancillería Real de Santiago de Guatemala) — суд апелляционной инстанции и административная структура в вице-королевстве Новая Испания.
Испанское завоевание Центральной Америки началось в 1524 году. На севере Педро де Альварадо и Эрнан Кортес возглавили экспедиции на территории современных Гватемалы и Гондураса; на юге Франсиско Эрнандес де Кордоба (основатель Никарагуа) вторгся на территорию современного Никарагуа.
Изначально испанские территории в Америке, расположенные южнее Мексики, подчинялись Аудиенсии Панамы, но королевским декретом от 20 ноября 1542 года она была ликвидирована, а её земли разделены между двумя новыми Аудиенсиями — Гватемалы и Лимы. Под юрисдикцию Аудиенсии Гватемалы попали земли ликвидированных провинций Чьяпас, Гватемала, Гондурас и Никарагуа. Декретом от 13 сентября 1543 года месторасположением Аудиенсии была определена Комаягуа, а под её юрисдикцию переведён полуостров Юкатан. 16 мая 1544 года Аудиенсия была временно переведена в Грасьяс-а-Дьос, а указами от 25 октября 1548 и 1 июня 1549 была возвращена в Сантьяго-де-Гватемала. Декрет от 7 июля 1550 года подтвердил передачу Юкатана из-под юрисдикции Аудиенсии Мексики в Аудиенсию Гватемалы, а декретом от 20 января 1553 года также из Мексики в Гватемалу была переведена провинция Соконуско.
8 сентября 1563 года Филипп II ликвидировал Аудиенсию Гватемалы, её земли были разделены между Аудиенсиями Мексики и Панамы. Декретом от 15 января 1568 года Аудиенсия была воссоздана в прежних границах, за исключением Юкатана, навсегда отошедшего Мексике, и Соконуско. Декретом от 25 января 1569 года Соконуско опять была передана из состава Мексики в состав Гватемалы.
В 1609 году было создано Генерал-капитанство Гватемала, и президент Аудиенсии стал одновременно генерал-капитаном.